# 万象站

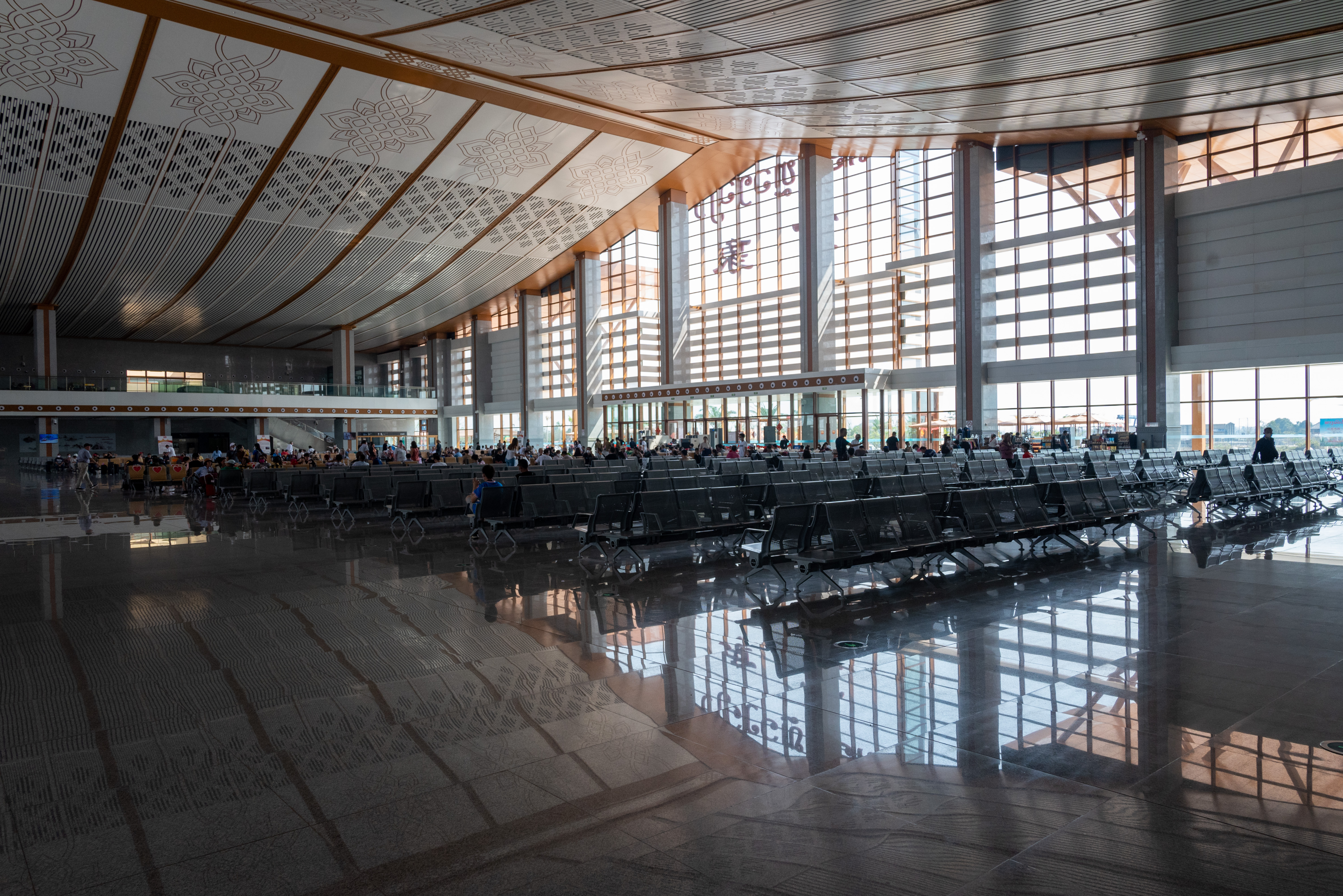
万象站候车室

万象站（羅馬化：Sathani Nakhonruang Viangchan）位于老挝万象首都市塞塔尼县，是磨万铁路全线目前新建的20座客货运站房中，面积最大的站房，站房建筑面积为14543㎡。站房秉承“檀木之城，森林之都”的主题设计，设计规模为4台7线（含正线），预留2台3线，站房设于正线南侧，长220m，宽90m，高25m，车站最高设计聚集人数2500人。该工程已于2021年12月3日投入运营。

## 服务
截至2025年3月，该站每天有六趟班次：两趟经琅勃拉邦站前往中国边境的磨丁站，三趟仅前往琅勃拉邦站，一趟前往昆明南站，一趟前往昆明站（星光澜湄号）。

## 未来发展
该站的所有轨道均为标准轨，因此该站不服务现有泰国国家铁路局东北线，该铁路终点站为坎萨瓦站。标准轨距曼谷—廊开高速铁路计划于2028年完工，最终可能延伸至万象站，从而完成昆明-新加坡铁路。
2022年，《万象时报》报道称，老挝打算修建一条从万象到越南中部淎盎港的新标准轨铁路（即万象－淎盎铁路）。

## 接驳交通
万象市内有12路公交车连接该站和中央汽车站、凯旋门和坎萨瓦站。成人票价为20,000基普，儿童票价为半价，车程约一小时。
车站还有嘟嘟車和出租車服务。